# Euproctis lithorrina
Euproctis lithorrina är en fjärilsart som beskrevs av Collenette 1947. Euproctis lithorrina ingår i släktet Euproctis och familjen tofsspinnare. Inga underarter finns listade i Catalogue of Life.